# Hofgartentor

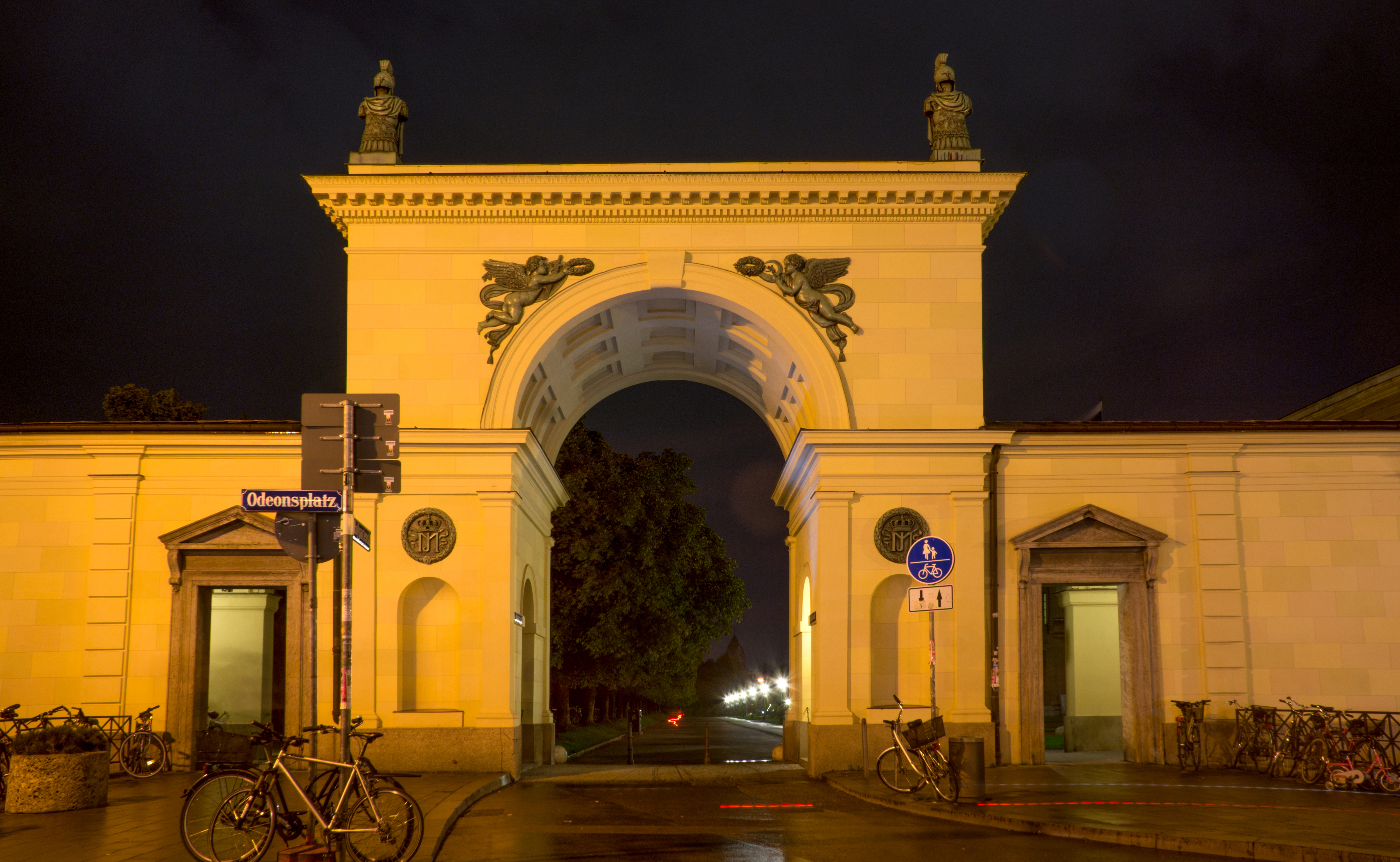
Hofgartentor, côté ouest de l'Odeonsplatz

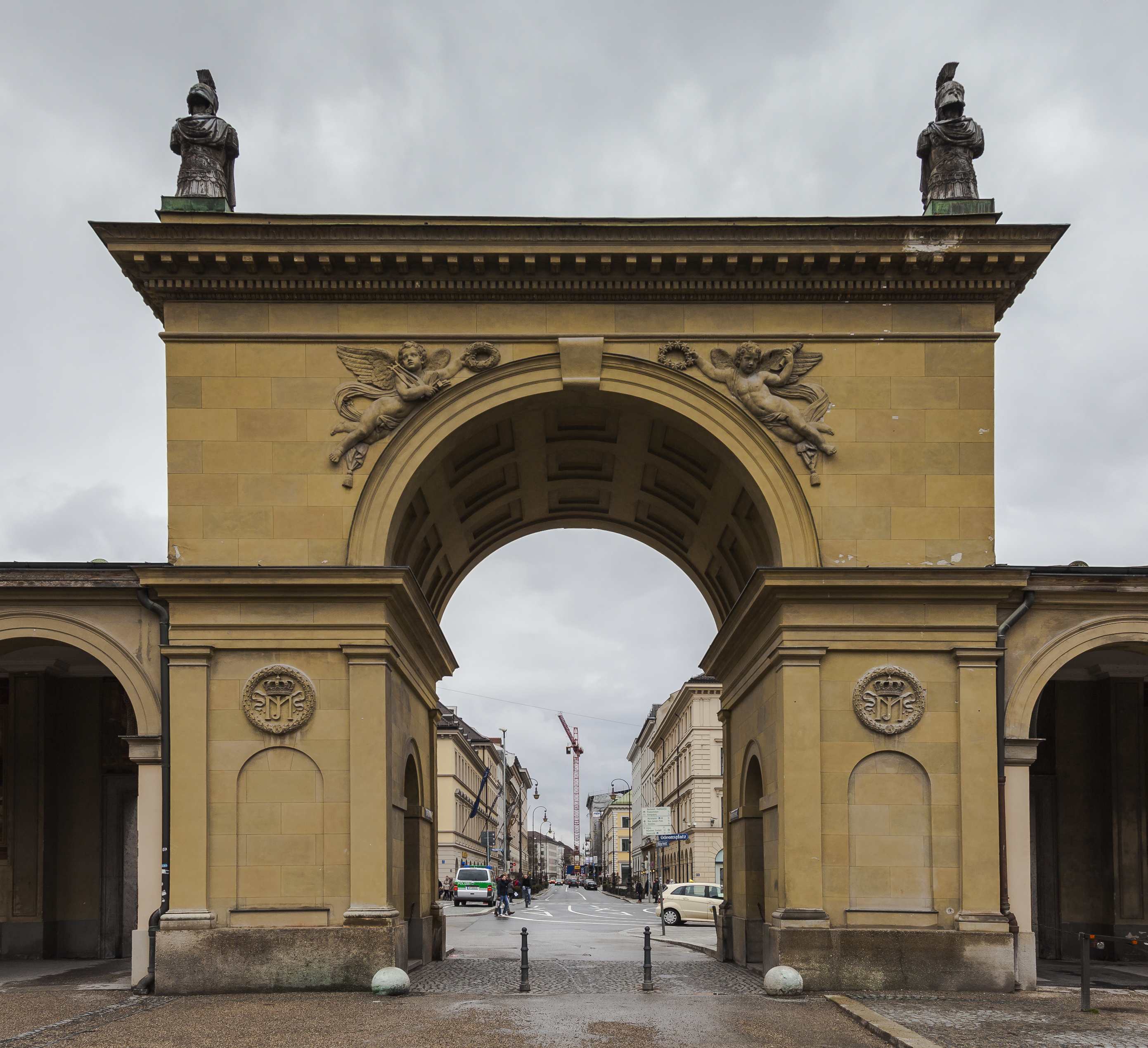
Hofgartentor, côté est du Hofgarten

La Hofgartentor (littéralement, porte du Hofgarten) est située sur l'Odeonsplatz dans la vieille ville de Munich et constitue la porte d'entrée du jardin Hofgarten et de la Hofgartenstrasse. Elle a été construite en style néo-classique entre 1816 et 1818 sous le règne du roi Louis Ier de Bavière et a rendu célèbre l'architecte Leo von Klenze.

## Histoire
La Hofgartentor a été édifiée dans le style d'un arc de triomphe romain adjacent au palais de la Résidence. En l'honneur de son père Max Joseph, l'ancien roi de Bavière, Louis Ier fit apposer des médaillons avec une couronne royale et les initiales « MJ » sur les piliers de la porte. Au bas de la couronne de laurier qui l'entoure se trouve un petit lion représentant l'animal héraldique bavarois. Au-dessous des médaillons se trouvent des niches dans lesquelles des sculptures auraient pu être insérées mais n'ont jamais été réalisées. Au nord se trouve le bâtiment du Bazar, qui a été construit dans le cadre du réaménagement de l'Odeonsplatz entre 1824 et 1826. Dans l'axe de la Brienner Straße, la Hofgartentor forme l'entrée du Hofgarten.
La porte est bordée des deux côtés par deux passages plus petits, qui sont suivis par le mur du Hofgarten, derrière lequel se cachent les arcades du Hofgarten, décorées de peintures de l'histoire bavaroise et de la Maison de Wittelsbach. Sur le toit de la porte se trouvent des trophées moulés en plomb par Ernst Mayer ; sur la façade quatre génies de l'agriculture, de l'art, de la guerre et de la science. Klenze a commandé les quatre reliefs en bronze avec des génies ailés pour la porte du Hofgarten à Johann Baptist Stiglmaier. Les fresques des arcades ont été réalisées à partir de 1826 sous la direction du peintre d'histoire Peter von Cornelius.
Le Hofgartentor marque le début de la refonte classique de Munich, dans laquelle Leo von Klenze, en tant qu'architecte de la cour du roi Louis Ier, a joué un rôle clé. À l'occasion de la visite de l'empereur Guillaume II à Munich en novembre 1906, la ville fut décorée de manière festive, notamment la porte du Hofgarten. Jusqu'à l'achèvement du Karl-Scharnagl-Ring, la Hofgartenstrasse était ouverte à la circulation automobile comme rue à sens unique. Depuis lors, il s'agit en grande partie d'une zone piétonne et d'une piste cyclable.
Le 8 juin 2015, la foudre a frappé la porte du Hofgarten. Un petit incendie s'est déclaré dans la charpente en bois du toit, qui a heureusement été rapidement éteint. Une rénovation complète a été achevée en 2016, payé par les dons de la Fondation allemande pour la protection des monuments, la Fondation Fritjof Regehr et la Fondation Street Art de la Stadtsparkasse München.

## Galerie

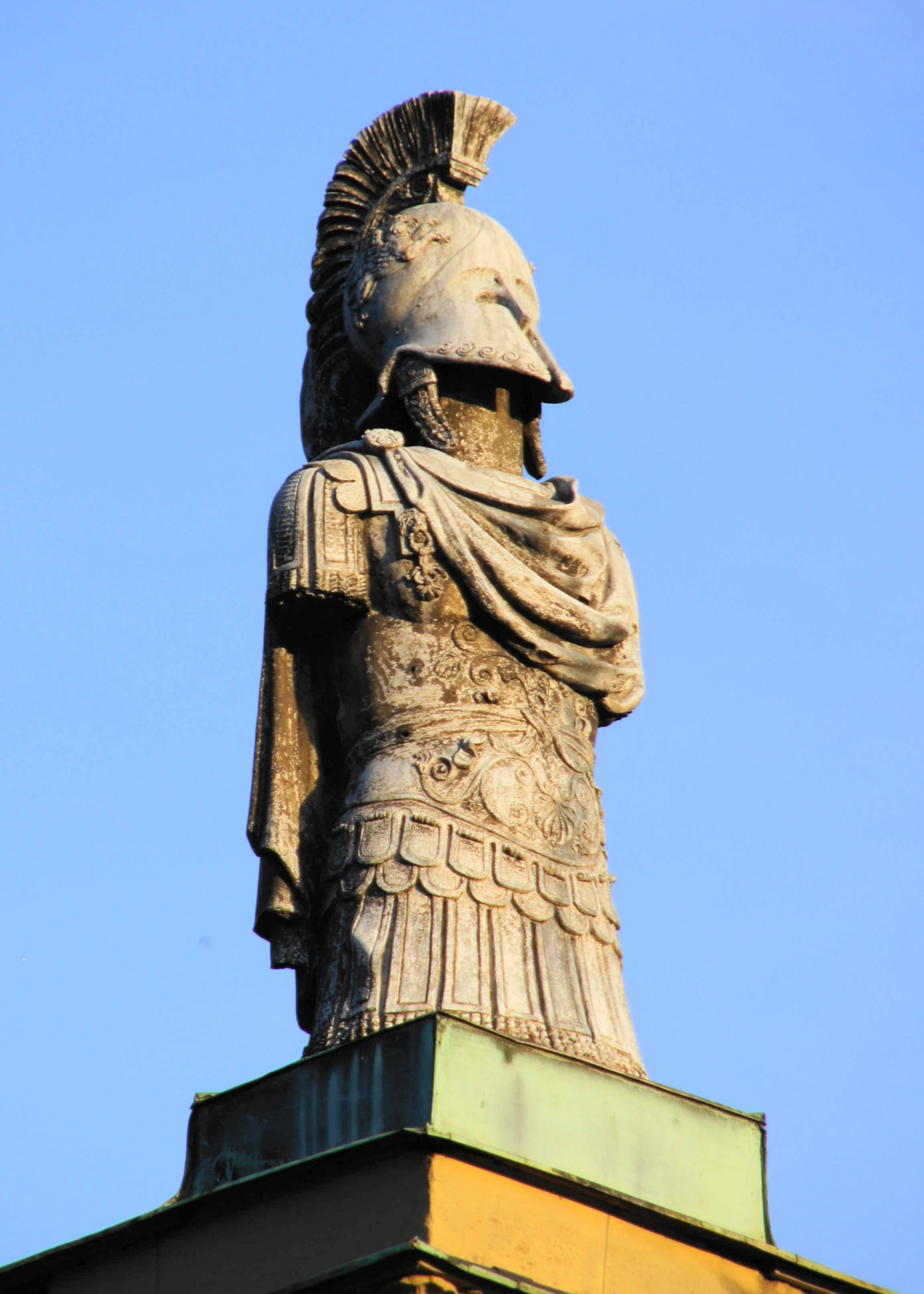
L'une des quatre sculptures d'Ernst Mayer, sur le modèle d'un guerrier spartiate
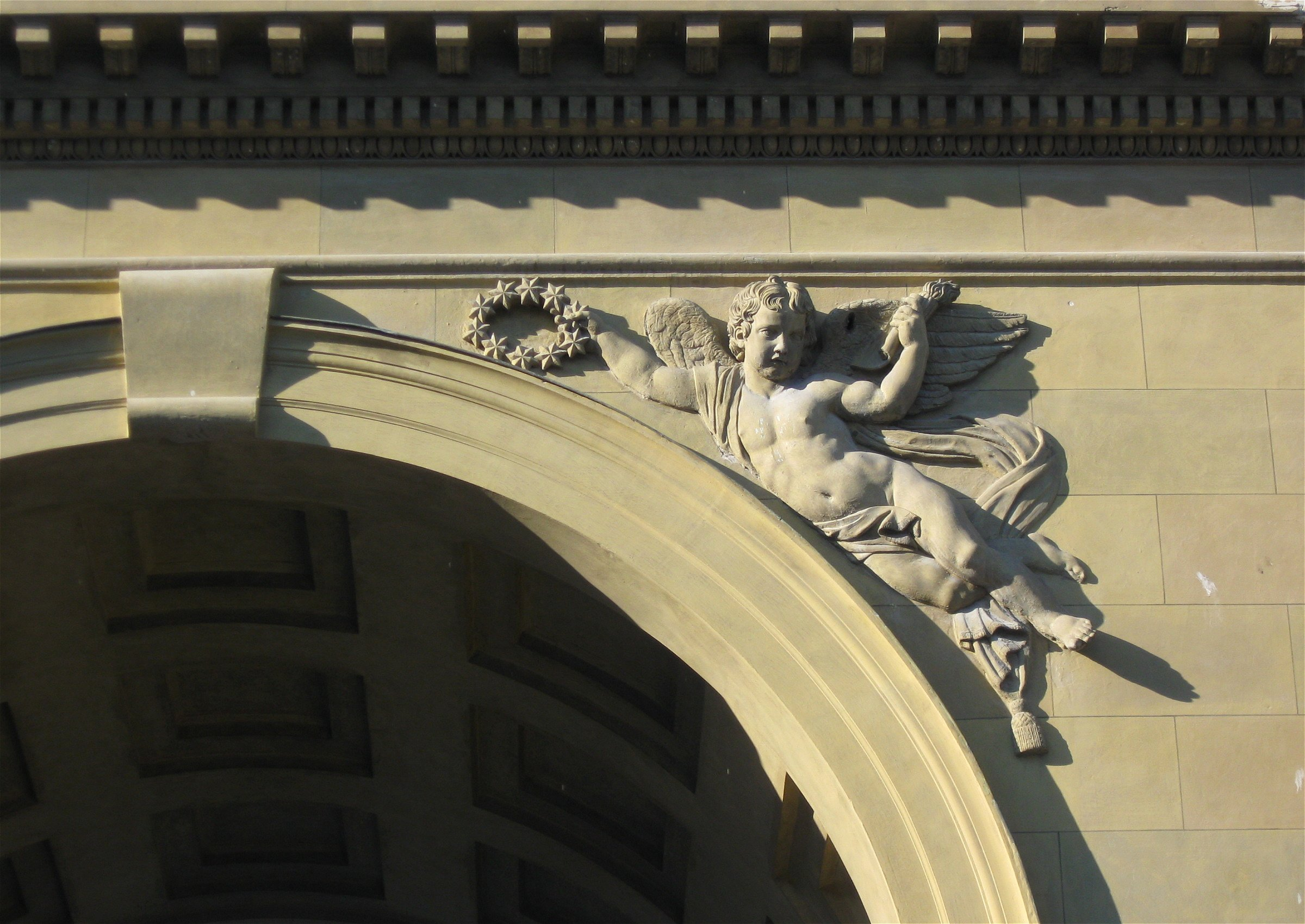
L'un des quatre génies
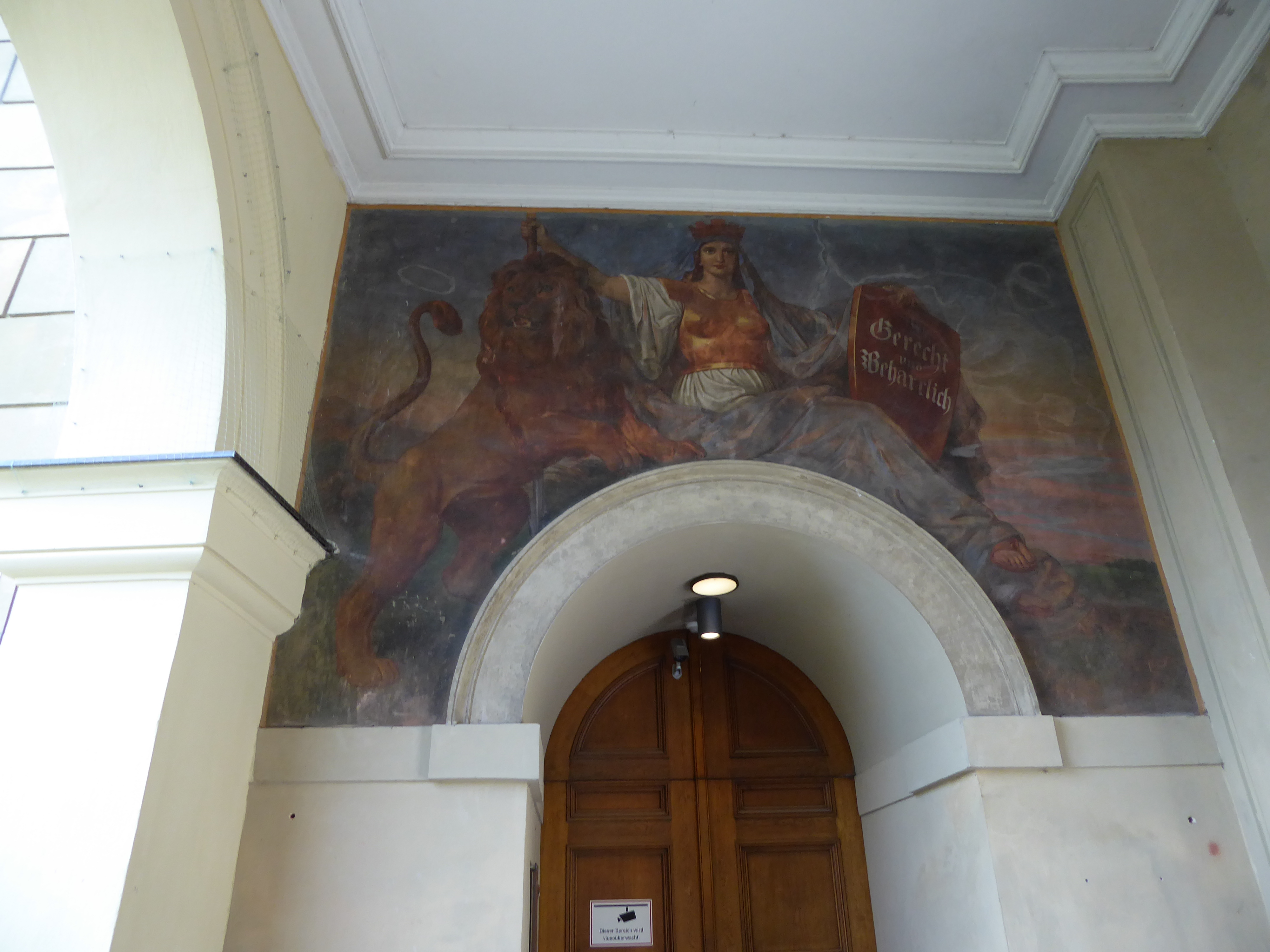
Peinture de Bavaria, avec la devise du roi Louis Ier: Juste et persistant
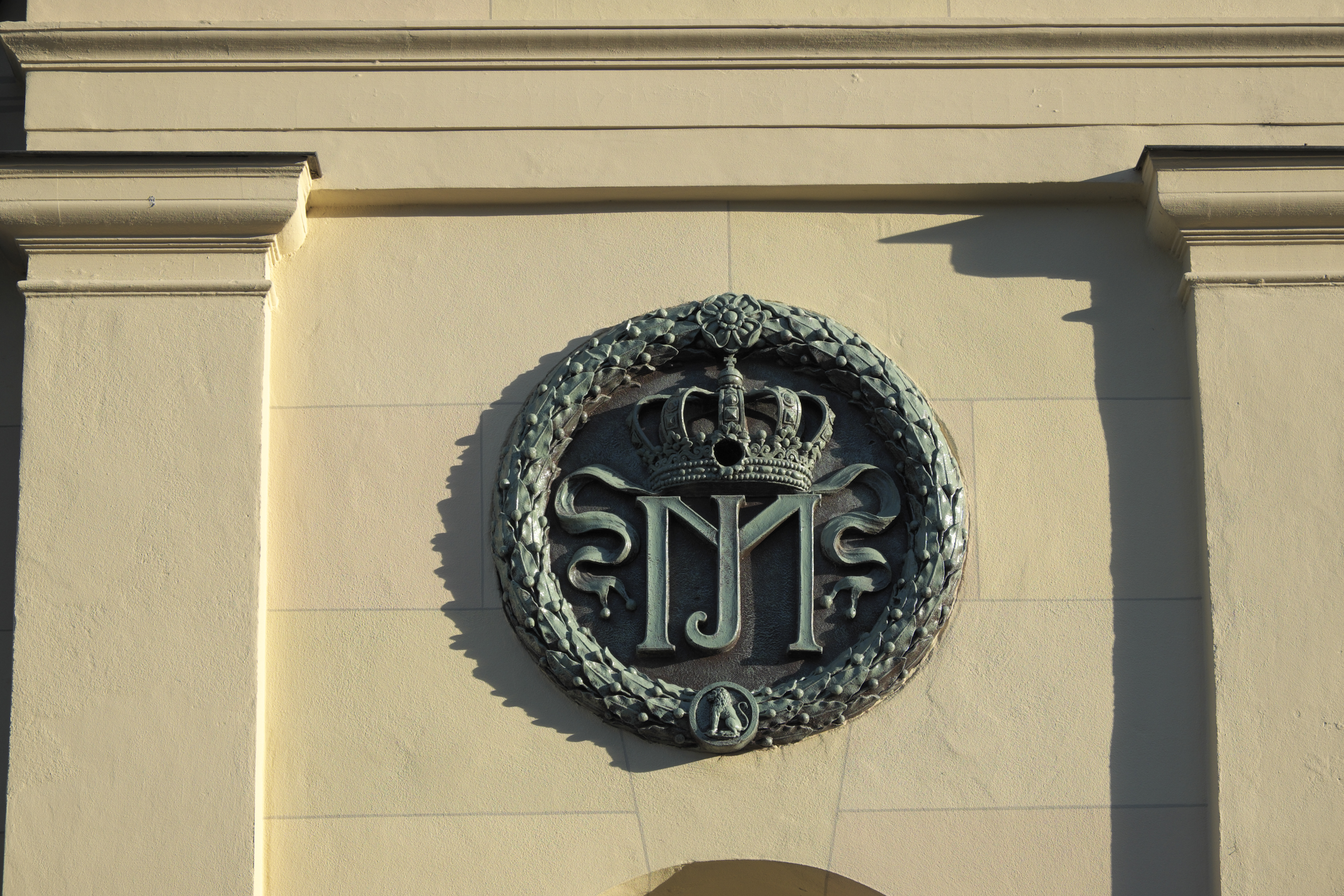
Les quatre médailles comportent une couronne royale et les initiales « MJ » qui sont les initiales du roi de Bavière,Maximilien Ier Joseph
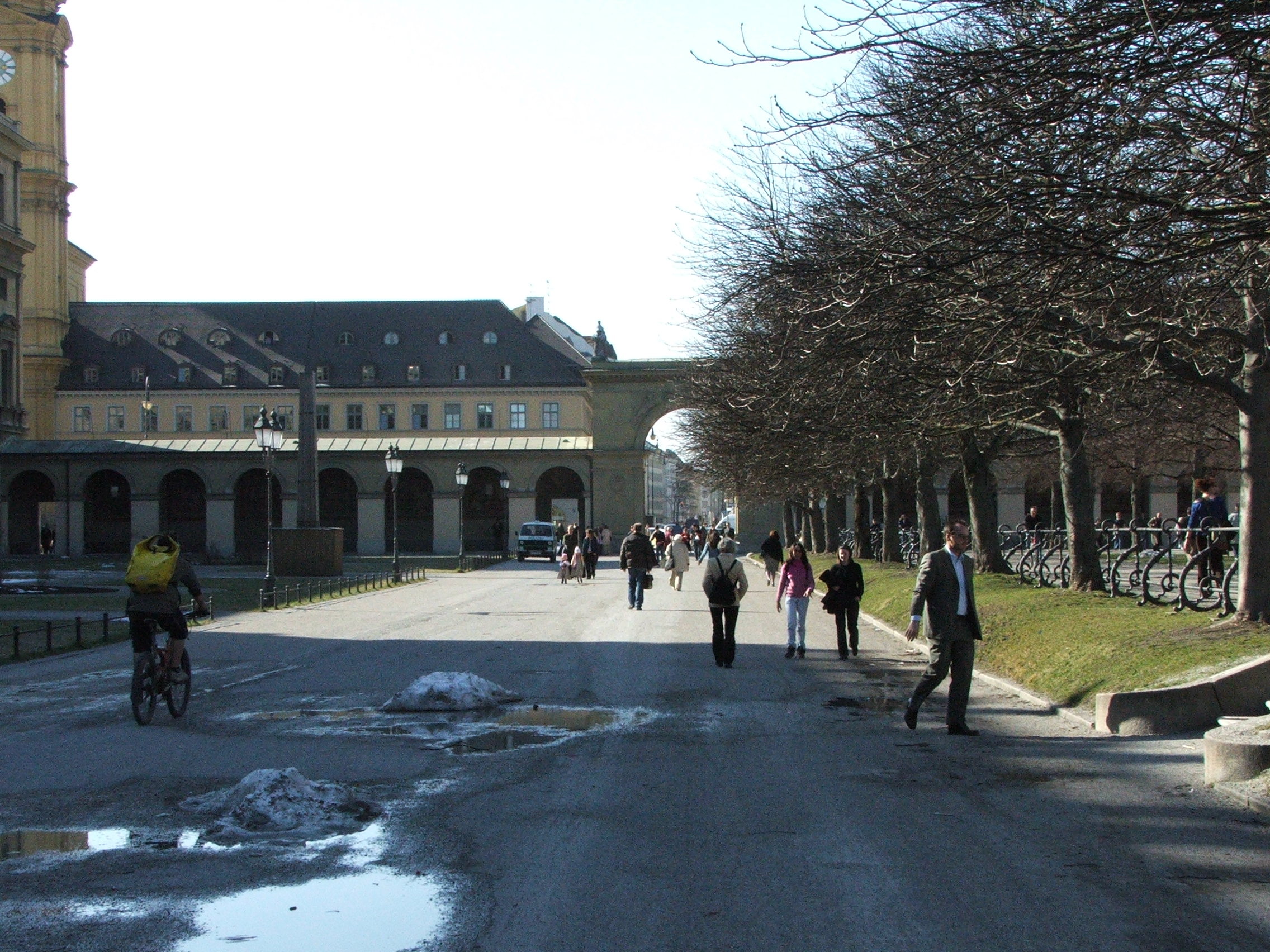
Hofgartenstrasse avec vue sur la porte Hofgarten à côté de l'Odeonsplatz
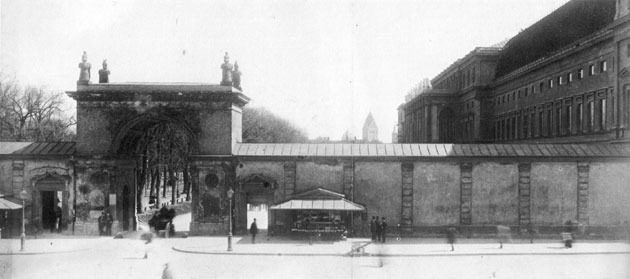
Hofgartentor vers 1895